# 婉子女王
婉子女王（えんしじょおう/つやこじょおう、天禄3年（972年） - 長徳4年9月17日（998年10月10日））は、平安時代の女性。花山天皇の女御。

## 略歴
為平親王の娘で、母は源高明の娘。寛和元年（984年）より宮に入った。初め天皇の寵愛を受けたが次第に衰え、藤原忯子の死去で再び召されようと欲したが、病に侵され自ら身を引いた。翌年天皇が出家したため、藤原実資に嫁いだ。